# 音樂形式
音乐形式（英語：musical forms）是指构成各种乐曲的形式，也可以简称为曲式，根据历史的演变，形成若干比较典型的结构，如同文学作品中的章，在音乐作品中就是乐章，由段落分明的几个部分组成，形成一定的结构形式。
例如在传统音乐中曲式结构基本分为一部曲式、二部曲式、三部曲式、回旋曲式、奏鸣曲式、变奏曲式、套曲曲式、混合自由曲式等，但在二战后，各种现代音乐流派出现，音乐观和形式观已经改变，以前的各种曲式逐渐被摒弃，音乐创作趋向自由化，不再拘泥于定型的曲式结构。
研究曲式的学科被称为曲式学。在音乐学院中，研究曲式学的科目经常被称为曲式与作品分析。